# Little Gruinard River
Little Gruinard River är ett vattendrag i Storbritannien.   Det ligger i kommunen Highland och riksdelen Skottland, i den norra delen av landet, 800 km nordväst om huvudstaden London.